# Sempervivum caucasicum
Sempervivum caucasicum là một loài thực vật có hoa trong họ Crassulaceae. Loài này được Rupr. ex Boiss. miêu tả khoa học đầu tiên.